# Takuan to Batsu no Nichijō Enma-chō
Takuan to Batsu no Nichijou Enmachou (たくあんとバツの日常閻魔帳, letteralmente 'Takuan e il diario demoniaco giornaliero di Batsu) è un manga scritto e disegnato da Kentaro Itani e pubblicato su Weekly Shōnen Jump dal 16 maggio al 3 ottobre 2016. Conta in totale 20 capitoli suddivisi in 3 tankobon.

## Trama
La figlia di Enma, Batsu, sta cercando aiuto per sconfiggere qualche demone e trova il suo compagno ideale in Takuan, un normale adolescente.

## Personaggi
- Takuan: un normale adolescente che frequenta il liceo e che verrà coinvolto in una lotta contro alcuni demoni.
- Batsu: un giovane demone donna, figlia di Enma, intenzionata a sconfiggere più demoni possibile.